# Tony Clarkin

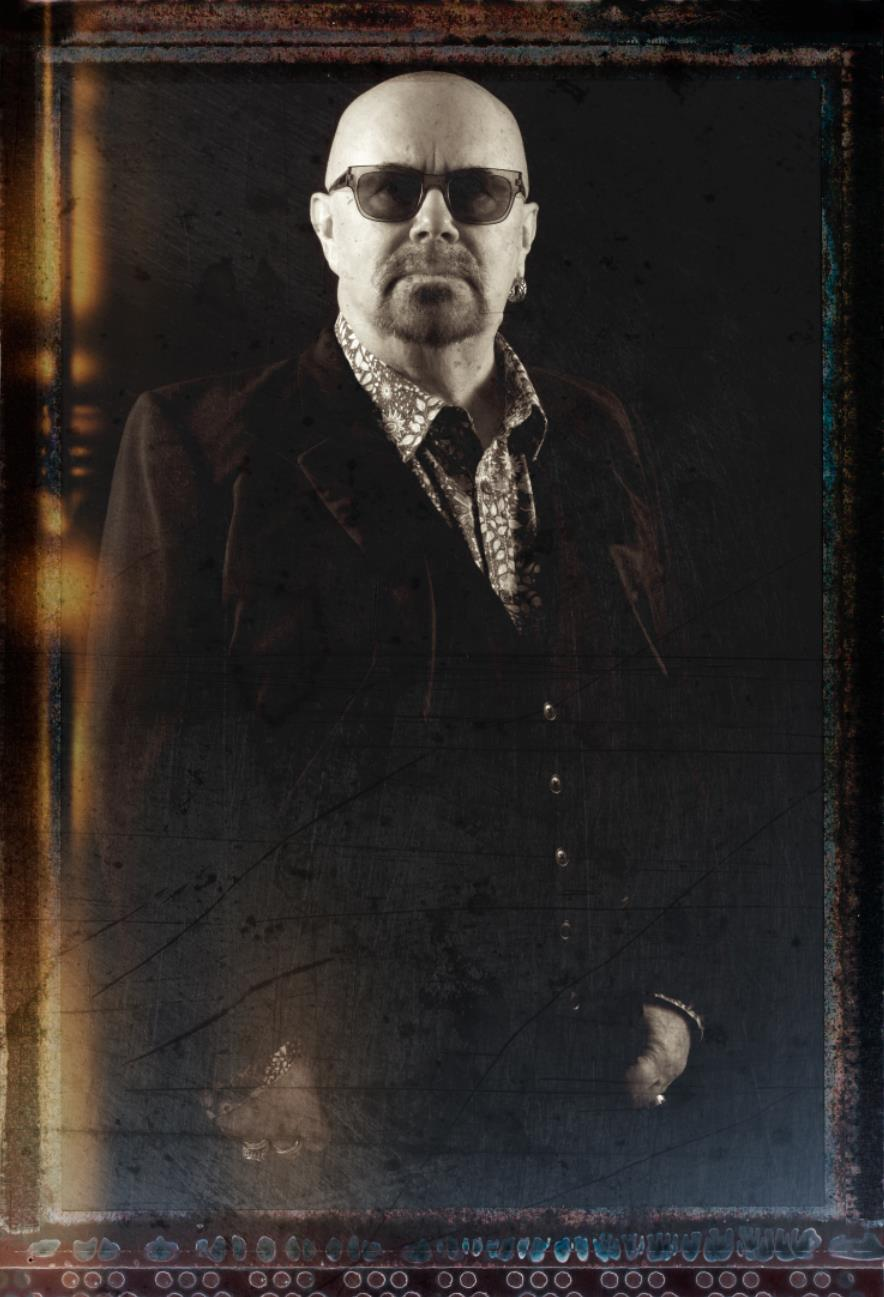
Tony Clarkin, 2017

Anthony Michael „Tony“ Clarkin (* 24. November 1946 in Birmingham, England; † 7. Januar 2024) war ein britischer Musiker, der hauptsächlich als Gitarrist, Songwriter und Produzent der Hard-Rock-Band Magnum bekannt wurde.

## Leben

### Kindheit und Jugend
Tony Clarkin wuchs in der Shard End area in Birmingham in einer musikalischen Familie auf; sein Vater war Jazz-Schlagzeuger, seine Mutter Sängerin. Mit 11 Jahren begann er Gitarre zu spielen und entwickelte eine Leidenschaft für den Rock ’n’ Roll der Ära von Bill Haley, Chuck Berry und Little Richard. Nach seiner Schulzeit begann er eine Ausbildung zum Damenfriseur, doch brach er diese bald zugunsten der Musik ab und spielte ab 1962 zusammen mit früheren Schulfreunden in seiner ersten Band The Boulevards.

### Magnum
Gemeinsam mit dem Sänger Bob Catley gründete Clarkin die Band Magnum, die ab 1972 in der britischen Clubszene bekannt wurde, kommerziell jedoch zunächst wenig erfolgreich war. Der Durchbruch gelang Magnum 1976 als Vorgruppe von Judas Priest auf deren Sin After Sin-Tournee, obwohl die Band zu diesem Zeitpunkt weder ein Album noch einen Plattenvertrag vorzuweisen hatte. Anfangs noch vom Progressive Rock beeinflusst, etablierte Tony Clarkin in den 1980er-Jahren Magnum als bedeutende Band im Genre des melodischen Hard Rock. Für die Sängerin Sue McCloskey schrieb und produzierte er die beiden Lieder I Need Your Love und Lost Inside Myself, die 1981 als Single veröffentlicht wurden.
Nach der zwischenzeitlichen Auflösung von Magnum 1995 setzte Clarkin seine musikalische Zusammenarbeit mit Bob Catley in der Band Hard Rain fort, die die Alben Hard Rain und When The Good Times Come veröffentlichte. 2001 kam es zur Wiedervereinigung von Magnum.

### Gesundheitliche Probleme und Tod
Am 18. Dezember 2023 gab Tony Clarkin auf der Website von Magnum bekannt, an einem seltenen, unheilbaren Wirbelsäulenleiden erkrankt zu sein. Kurz zuvor hatte die Band die Produktion des 23. Studioalbums Here Comes the Rain abgeschlossen. Eine für das Frühjahr 2024 geplante Europatournee wurde abgesagt, doch ging Clarkin zunächst noch von einem Weiterbestehen von Magnum aus.
Tony Clarkin verstarb am 7. Januar 2024 im Alter von 77 Jahren. Das überlebende Gründungsmitglied Bob Catley gab zwei Monate später die Auflösung von Magnum bekannt.

## Ausrüstung
Tony Clarkin verwendete überwiegend E-Gitarren der Modelle Gibson Les Paul und Marshall-Verstärker.